# François Le Coigneux de Bachaumont
Pour les articles homonymes, voir Bachaumont.
François Le Coigneux de Bachaumont, seigneur de la Roche-Turpin et de Bachaumont, né à Paris en 1624 et mort en 1702, est un poète français.

## Biographie
Fils de l’ancien chambellan de la maison de Gaston d'Orléans et président à mortier Jacques Le Coigneux, marquis de Belabre (1588-1651), et petit-fils du maire d'Angers François Bitault, et lui-même conseiller-clerc au Parlement de Paris, il figura dans le parti de la Fronde. Après les troubles, il se livra tout entier au plaisir et aux lettres.
Ami de Chapelle, il fit avec lui le gai Voyage en Provence et en Languedoc (septembre 1656), faisant étape au château de Blois, chez Gaston d’Orléans lui-même, se dirigeant ensuite vers la Guyenne où ils rencontrèrent le comte de Jonzac à Blaye, Agen où ils retrouvèrent le marquis de Saint-Luc, à Graulhet chez le comte d’Aubijoux, au château de Pennautier, près de Carcassonne, chez le trésorier des États, Reich de Pennautier, à Encausse chez le marquis de Fontrailles, sénéchal de l’Armagnac, et dont la relation, qui est un des premiers modèles de cette poésie agréable et facile, dictée par le plaisir et l'indolence, les a immortalisés tous les deux.
Ses parents demeuraient à sa naissance au 22 rue Saint-André-des-Arts à Paris. Il épousa secrètement Monique Passart, veuve d'Étienne de Marguenat et mère d'Anne Thérèse de Marguenat, femmes de lettres et salonnière. Son Voyage et celles de ses poésies qu'on a conservées ont été publiés, avec les œuvres de Chapelle, Charles-Hugues Le Febvre de Saint-Marc, Paris, 1755, par Charles Nodier, 1825, et par Antoine de Latour, 1854.

## Publications
- Chapelle et Bachaumont, Voyage à Encausse, éd. critique établie par Laurence Rauline et Bruno Roche, Saint-Étienne, Institut Claude Longeon, 2008  (ISBN 2-86724-042-5)
- Voyage de Chapelle et Bachaumont (1697)

## Sources
Cet article comprend des extraits du Dictionnaire Bouillet. Il est possible de supprimer cette indication, si le texte reflète le savoir actuel sur ce thème, si les sources sont citées, s'il satisfait aux exigences linguistiques actuelles et s'il ne contient pas de propos qui vont à l'encontre des règles de neutralité de Wikipédia.